# Capítulo 03 (La pecera de Eva)
Capítulo 03 es el tercer capítulo de la serie de televisión La pecera de Eva, emitida en Telecinco. Fue emitido el 17 de enero de 2010.

## Argumento del capítulo
Eva Padrón es una psicóloga que comienza a trabajar de terapeuta en un instituto. Poco después de llegar, comienzan las terapias.
María descubre mientras se cepillaba los dientes que algo raro la está pasando, lo que le hace pensar que el cáncer linfático que sufrió hacía un año, y por ello, la toma con Eva a la cual echa de casa.

### Terapias realizadas durante el capítulo
- Leo (Nasser Saleh): Leo es un chico que se rebela contra la autoridad de los adultos que le rodean. Eva intenta descubrir cual es su problema, que lo encuentra rápidamente. Su carácter chulesco le dan pistas a Eva. Eva se encuentra hecha un desastre, pareciendo un robo. Pero, ella, en su conciencia sabe que ha sido él. Ella sabe que lo hace para llamar la atención.

- Hugo (Javier Sesmillo): Hugo es un joven que tiene un grave problema: no puede evitar controlar su deseo sexual, haciéndose masturbaciones. Eva descubre que el deporte al que juega Hugo, el tenis, es una obsesión para el padre de Hugo, y que a Hugo no le gusta tanto como a su padre. También descubre que se hace sus masturbaciones porque esta estresado.

- Olivia (Ana del Rey): Olivia es una joven promiscua a la cual, han encontrado haciendo una felación a su pareja, al que llaman "El Gorras". Eva descubre que Olivia apenas admira cosas de su novio.